# ロカルノ国際映画祭

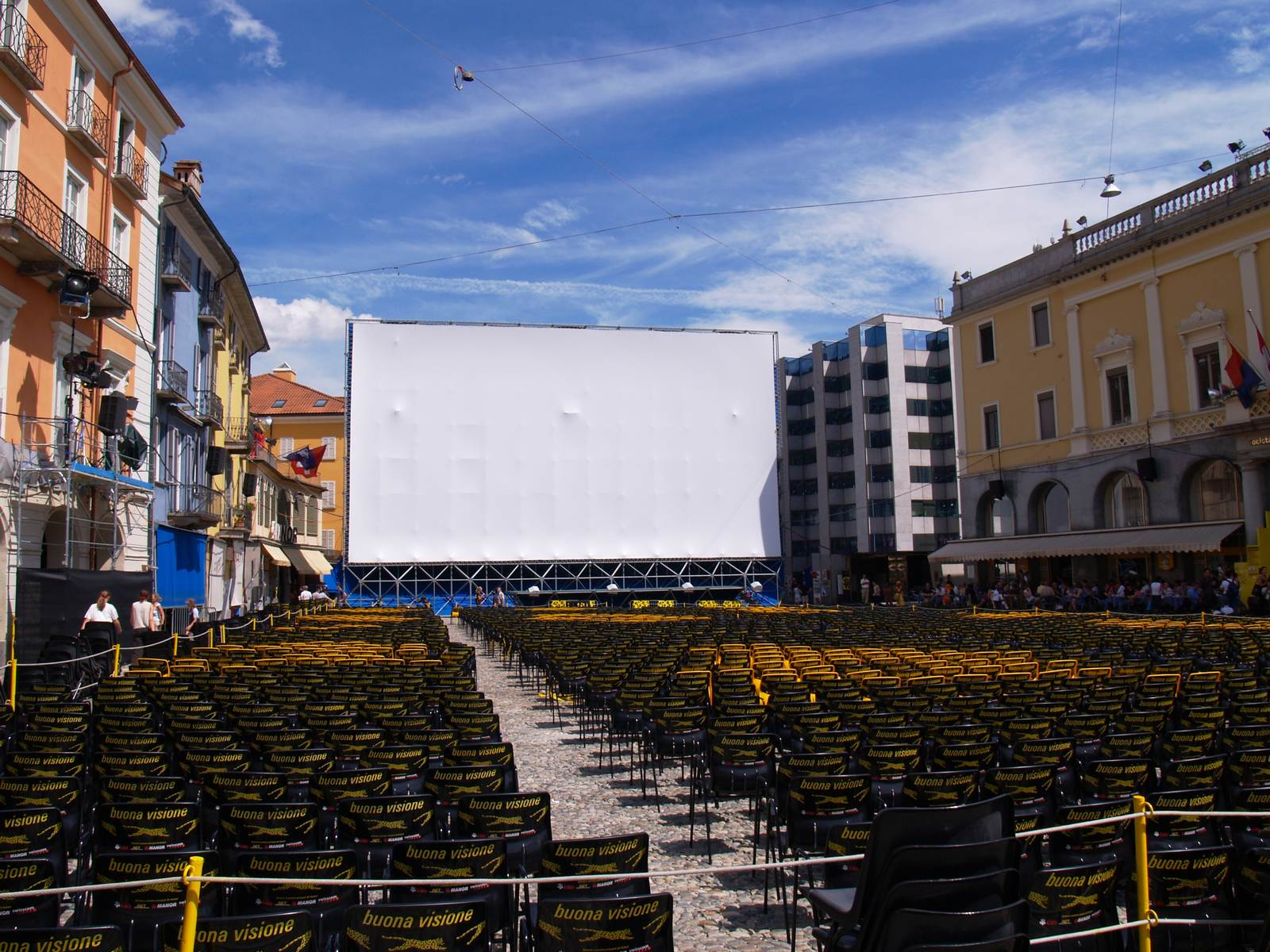
ピアッツァ・グランデの会場

ロカルノ国際映画祭 （ロカルノこくさいえいがさい、伊: Festival internazionale del film di Locarno, 英: Locarno Film Festival）は、スイス南部、イタリア語圏のティチーノ州ロカルノで、1946年から毎年8月に開催されている国際映画製作者連盟 (FIAPF) 公認の映画祭である。
グランプリは1968年より金豹賞と呼ばれている。それ以前は様々な名称で呼ばれていた。準グランプリは審査員特別賞となっている。名誉豹賞は1989年から授与されている。
ロカルノの中央広場「ピアッツァ・グランデ」を野外上映スペースにして、設置されたヨーロッパ最大の屋外スクリーン（26mX14m）では一度に7500人の観客が映画を観賞できる。

## 金豹賞受賞作品
| 年     | 受賞作                                                        | 監督                              | 製作国                           |
| ------ | ------------------------------------------------------------- | --------------------------------- | -------------------------------- |
| 1946年 | そして誰もいなくなった And Then There Were None               | ルネ・クレール                    | アメリカ合衆国                   |
| 1947年 | 沈黙は金 Le silence est d'or                                  | ルネ・クレール                    | フランス                         |
| 1948年 | ドイツ零年 Germania, anno zero                                | ロベルト・ロッセリーニ            | イタリア                         |
| 1949年 | La Ferme des sept péchés                                      | ジャン・ドヴェヴル                | フランス                         |
| 1950年 | When Willie Comes Marching Home                               | ジョン・フォード                  | アメリカ合衆国                   |
| 1951年 | (映画祭の開催なし)                                            | -                                 | -                                |
| 1952年 | Hunted                                                        | チャールズ・クライトン            | イギリス                         |
| 1953年 | Julius Caesar                                                 | デイヴィッド・ブラッドリー        | アメリカ合衆国                   |
| 1953年 | Kompozitor Glinka                                             | グリゴーリ・アレクサンドロフ      | ソビエト連邦                     |
| 1953年 | 摩天楼の影 The Glass Wall                                     | マックスウェル・シェーン          | アメリカ合衆国                   |
| 1954年 | 地獄門                                                        | 衣笠貞之助                        | 日本                             |
| 1954年 | バヤヤ Bajaja                                                 | イジー・トルンカ                  | チェコスロバキア                 |
| 1954年 | Les Fruits sauvages                                           | エルヴェ・ブロンベルジェ          | フランス                         |
| 1954年 | Rotation                                                      | ヴォルフガング・シュタウテ        | 東ドイツ                         |
| 1954年 | Le mouton à cinq pattes                                       | アンリ・ヴェルヌイユ              | フランス                         |
| 1955年 | カルメン                                                      | オットー・プレミンジャー          | アメリカ合衆国                   |
| 1955年 | Cisaruv slavík                                                | イジー・トルンカ                  | チェコスロバキア                 |
| 1956年 | (映画祭の開催なし)                                            | -                                 | -                                |
| 1957年 | さすらい Il grido                                             | ミケランジェロ・アントニオーニ    | イタリア                         |
| 1958年 | 秘めたる情事 Ten North Frederick                              | フィリップ・ダン                  | アメリカ合衆国                   |
| 1959年 | 非情の罠 Killer's Kiss                                        | スタンリー・キューブリック        | アメリカ合衆国                   |
| 1960年 | 汚れなき抱擁 Il bell'Antonio                                  | マウロ・ボロニーニ                | イタリア                         |
| 1961年 | 野火                                                          | 市川崑                            | 日本                             |
| 1962年 | Un coeur gros comme ça                                        | フランソワ・レシャンバック        | フランス                         |
| 1963年 | Transport z raje                                              | ズデニェク・ブレネシュ            | チェコスロバキア                 |
| 1964年 | Cerný Petr                                                    | ミロス・フォアマン                | チェコスロバキア                 |
| 1965年 | Four in the Morning                                           | アンソニー・シモンズ              | イギリス                         |
| 1966年 | 毎日、勇気を Kazdy den odvahu                                 | エヴァルト・ショルム              | チェコスロバキア                 |
| 1967年 | 狂乱の大地 Terra em Transe                                    | グラウベル・ローシャ              | ブラジル                         |
| 1968年 | I visionari                                                   | マウリツィオ・ポンツィ            | イタリア                         |
| 1969年 | どうなってもシャルル Charles mort ou vif                      | アラン・タネール                  | スイス                           |
| 1969年 | V ogne broda net                                              | グレブ・パンフィーロフ            | ソビエト連邦                     |
| 1969年 | Tres tristes tigres                                           | ラウル・ルイス                    | チリ                             |
| 1969年 | Szemüvegesek                                                  | サンドー・シモ                    | ハンガリー                       |
| 1970年 | End of the Road                                               | アラム・アヴァキアン              | アメリカ合衆国                   |
| 1970年 | Lilika                                                        | ブランコ・プレサ                  | ユーゴスラビア                   |
| 1970年 | 無常                                                          | 実相寺昭雄                        | 日本                             |
| 1970年 | Soleil O                                                      | メド・オンド                      | モーリタニア                     |
| 1971年 | Les Amis                                                      | ジェラール・ブラン                | フランス                         |
| 1971年 | Hanno cambiato faccia                                         | コラード・ファリーナ              | イタリア                         |
| 1971年 | In punto di morte                                             | マリオ・ガリバ                    | イタリア                         |
| 1972年 | Bleak Moment                                                  | マイク・リー                      | イギリス                         |
| 1973年 | Iluminacja                                                    | クシシュトフ・ザヌーシ            | ポーランド                       |
| 1974年 | Tüzoltó Utca 25.                                              | イシュトヴァーン・サボー          | ハンガリー                       |
| 1975年 | Le fils d'Amr est mort                                        | ジャン＝ジャック・アンドリュー    | ベルギー                         |
| 1976年 | Le grand soir                                                 | フランシス・ロイセール            | スイス                           |
| 1977年 | Antonio Gramsci, i giorni di carcere                          | リノ・デル・フラ                  | フランス                         |
| 1978年 | I tembelides tis eforis kiladas                               | ニコス・パネオトポロス            | ギリシャ                         |
| 1979年 | 群れ Sürü                                                     | ユルマズ・ギュネイ ゼキ・ウクテン | トルコ                           |
| 1980年 | Maledetti vi Amerò                                            | マルコ・トゥリオ・ジョルダーナ    | イタリア                         |
| 1981年 | Chakra                                                        | Rabindra Dharmaraj                | インド                           |
| 1982年 | -                                                             | -                                 | -                                |
| 1983年 | プリンセス Adj király katonat                                 | ポール・エルデシュ                | ハンガリー                       |
| 1984年 | ストレンジャー・ザン・パラダイス Stranger Than Paradise       | ジム・ジャームッシュ              | アメリカ合衆国                   |
| 1985年 | 山の焚火 Höhenfeuer                                           | フレディ・M・ムーラー             | スイス                           |
| 1986年 | 息子と仲間 Jezioro Bodenskie                                  | ヤヌシュ・ザオルスキ              | ポーランド                       |
| 1987年 | O Bobo                                                        | ホセ・アルバロ・モライス          | ポーランド                       |
| 1988年 | Schmetterling                                                 | ヴォルフガング・ベッカー          | 西ドイツ                         |
| 1988年 | 遠い声、静かな暮し Distant Voices, Still Lives                | テレンス・デイヴィス              | イギリス                         |
| 1989年 | 達磨はなぜ東へ行ったのか 배용균                               | ペ・ヨンギュン                    | 韓国                             |
| 1990年 | Sluchainij                                                    | ベトラーナ・プロスクリナ          | ソビエト連邦                     |
| 1991年 | ジョニー・スエード Johnny Suede                               | トム・ディチロ                    | アメリカ合衆国                   |
| 1992年 | 秋の月 Qiuyue                                                 | クララ・ロー                      | イギリス領香港                   |
| 1993年 | Azghyin ushtykzyn'azaby                                       | エルメク・シナルバエフ            | カザフスタン                     |
| 1994年 | Khomreh                                                       | イブラヒム・フォルゼシュ          | イラン                           |
| 1995年 | Raï                                                           | トマ・ジルー                      | フランス                         |
| 1996年 | ネネットとボニ Nénette et Boni                                | クレール・ドニ                    | フランス                         |
| 1997年 | 鏡 Ayneh                                                      | ジャファール・パナヒ              | イラン                           |
| 1998年 | 趙先生 赵先生                                                 | 呂楽                              | 中国                             |
| 1999年 | 野獣の心を持つ男 Peau d'homme coeur de bête                   | エレーヌ・アンジェル              | フランス                         |
| 2000年 | 父 Baba                                                       | 王朔                              | 中国                             |
| 2001年 | Alla rivoluzione sulla due cavalli                            | マウリツィオ・シャッラ            | イタリア                         |
| 2002年 | Das Verlangen                                                 | イアン・ディルタイ                | ドイツ                           |
| 2003年 | 静かな水 Khamosh Pani                                         | ザビハ・スマル                    | パキスタン フランス ドイツ       |
| 2004年 | Private                                                       | サヴェーリオ・コスタンツォ        | イタリア                         |
| 2005年 | 美しい人 Nine Lives                                           | ロドリゴ・ガルシア                | アメリカ合衆国                   |
| 2006年 | クロスロード Das Fräulein                                     | アンドレア・スタカ                | スイス                           |
| 2007年 | 愛の予感                                                      | 小林政広                          | 日本                             |
| 2008年 | パルケ・ヴィア Parque vía                                     | エンリケ・リヴェロ                | イタリア                         |
| 2009年 | She, a Chinese                                                | 郭小櫓                            | イギリス フランス ドイツ         |
| 2010年 | 寒假                                                          | 李红旗                            | 中国                             |
| 2011年 | Abrir Puertas y Ventanas                                      | ミラグロ・ムーメンタレー          | アルゼンチン スイス              |
| 2012年 | La Fille de nulle part                                        | ジャン＝クロード・ブリソー        | フランス                         |
| 2013年 | Història de la meva mort                                      | アルベルト・セラ                  | スペイン フランス                |
| 2014年 | Mula sa Kung Ano ang Noon                                     | ラヴ・ディアス                    | フィリピン                       |
| 2015年 | 正しい日_間違えた日 Right Now, Wrong Then                     | ホン・サンス                      | 韓国                             |
| 2016年 | ゴットレス Godless                                            | ラリッツァ・ペトロバ              | ブルガリア                       |
| 2017年 | ファンさん Mrs Fang                                           | 王兵                              | 中国                             |
| 2018年 | 幻土 A Land Imagined                                          | ヨー・シュウホァ                  | シンガポール                     |
| 2019年 | ヴィタリナ Vitalina Varela                                    | ペドロ・コスタ                    | ポルトガル                       |
| 2020年 | スイス政府による大規模イベント制限方針を受け中止              |                                   |                                  |
| 2021年 | 復讐は私にまかせて Seperti Dendam, Rindu Harus Dibayar Tuntas | エドウィン                        | インドネシア シンガポール ドイツ |
| 2022年 | RULE 34 Regra 34                                              | ジュリア・ムラット                | ブラジル フランス                |
| 2023年 | クリティカル・ゾーン منطقه بحرانی                             | アリ・アフマザデ                  | イラン ドイツ                    |
| 2024年 | トクシック Akiplėša                                           | サウレ・ブリュヴァイテ            | リトアニア                       |
| 2025年 | 旅と日々                                                      | 三宅唱                            | 日本                             |

## 名誉豹賞受賞者
| 年     | 受賞者                                           | 国籍             |
| ------ | ------------------------------------------------ | ---------------- |
| 1989年 | エンニオ・モリコーネ                             | イタリア         |
| 1990年 | ジャン・マリア・ヴォロンテ                       | イタリア         |
| 1991年 | ジャック・リヴェット                             | フランス         |
| 1992年 | マノエル・ド・オリヴェイラ                       | ポルトガル       |
| 1993年 | サミュエル・フラー                               | アメリカ合衆国   |
| 1994年 | キラ・ムラートワ                                 | ウクライナ       |
| 1995年 | ジャン＝リュック・ゴダール                       | フランス/ スイス |
| 1996年 | ヴェルナー・シュレーター                         | ドイツ           |
| 1997年 | ベルナルド・ベルトルッチ                         | イタリア         |
| 1998年 | フレディ・ビュアシュ                             | スイス           |
| 1998年 | ジョー・ダンテ                                   | アメリカ合衆国   |
| 1999年 | ダニエル・シュミット                             | スイス           |
| 2000年 | ポール・バーホーベン                             | オランダ         |
| 2000年 | パオロ・ヴィラッジョ                             | イタリア         |
| 2001年 | サンダンス・インスティテュート                   | アメリカ合衆国   |
| 2002年 | シドニー・ポラック                               | アメリカ合衆国   |
| 2003年 | ケン・ローチ                                     | イギリス         |
| 2004年 | エルマンノ・オルミ                               | イタリア         |
| 2005年 | テリー・ギリアム                                 | イギリス         |
| 2005年 | アッバス・キアロスタミ                           | イラン           |
| 2005年 | ヴィム・ヴェンダース                             | ドイツ           |
| 2006年 | アレクサンドル・ソクーロフ                       | ロシア           |
| 2007年 | ホウ・シャオシェン                               | 台湾             |
| 2008年 | アモス・ギタイ                                   | イスラエル       |
| 2009年 | ウィリアム・フリードキン                         | アメリカ合衆国   |
| 2009年 | 高畑勲                                           | 日本             |
| 2009年 | 富野由悠季                                       | 日本             |
| 2010年 | ジャ・ジャンクー                                 | 中国             |
| 2010年 | アラン・タネール                                 | スイス           |
| 2011年 | アベル・フェラーラ                               | アメリカ合衆国   |
| 2012年 | レオス・カラックス                               | フランス         |
| 2013年 | ヴェルナー・ヘルツォーク                         | ドイツ           |
| 2014年 | アニエス・ヴァルダ                               | フランス         |
| 2015年 | マルコ・ベロッキオ                               | イタリア         |
| 2015年 | マイケル・チミノ                                 | アメリカ合衆国   |
| 2016年 | アレハンドロ・ホドロフスキー                     | チリ/ フランス   |
| 2017年 | ジャン＝マリー・ストローブ                       | フランス         |
| 2017年 | トッド・ヘインズ                                 | アメリカ合衆国   |
| 2018年 | ブリュノ・デュモン                               | フランス         |
| 2019年 | ジョン・ウォーターズ                             | アメリカ合衆国   |
| 2020年 | スイス政府による大規模イベント制限方針を受け中止 |                  |
| 2021年 | ジョン・ランディス                               | アメリカ合衆国   |
| 2022年 | ケリー・ライカート                               | アメリカ合衆国   |
| 2023年 | ハーモニー・コリン                               | アメリカ合衆国   |
| 2024年 | ジェーン・カンピオン                             | ニュージーランド |
| 2025年 | アレクサンダー・ペイン                           | アメリカ合衆国   |

## 日本に関係する受賞
- 1954年 - 衣笠貞之助監督の『地獄門』がグランプリを受賞
- 1961年 - 市川崑監督の『野火』がグランプリを受賞
- 1970年 - 実相寺昭雄監督の『無常』が金豹賞を受賞
- 1987年 - 山本政志監督の『ロビンソンの庭』が審査員特別賞を受賞
- 1996年 - 稲住奈緒監督の『連-REN-』がVIDEO ART 部門入選
- 1997年 - 稲住奈緒監督の『An Age Of DECADENCE』がVIDEO ART 部門でグランプリを受賞
- 2004年 - 市川準監督の『トニー滝谷』が審査員特別賞をはじめとして3つの賞を受賞
- 2005年
  - 国際コンペティション部門で諏訪敦彦監督の『不完全なふたり』が審査員特別賞を受賞
  - ドキュメンタリー映画を扱う人権作品部門において、ジャーナリスト綿井健陽の『Little Bird - イラク戦下の家族たち』が最優秀賞を受賞
- 2007年 - 小林政広監督の『愛の予感』が金豹賞を受賞
- 2008年 - 平林勇監督の『BABIN』がLeopard of Tomorrow 審査員特別賞、ヤングジュリー賞の2賞受賞
- 2009年 - 日本のアニメ作品を特集した「Manga Impact」が開催され、アニメーション演出家の高畑勲と富野由悠季が名誉豹賞を受賞
- 2011年 - 青山真治監督の『東京公園』が審査員特別賞を受賞
- 2015年 - オフィス北野が「ライモンド・レッツォニコ賞」（ベスト・インディペンデント・プロデューサー賞）を受賞[5]
- 同年、 濱口竜介監督の『ハッピーアワー』出演の川村りら、三原麻衣子、菊池葉月、田中幸恵が最優秀女優賞受賞[6]
- 2016年- 塩田明彦監督の『風に濡れた女』が若手審査員賞を受賞
- 2021年 - 細田守監督の『竜とそばかすの姫』がキッズ賞を受賞
- 2025年 - 三宅唱監督の『旅と日々』が金豹賞を受賞